# سیارک ۸۲۸۹
سیارک ۸۲۸۹ (به انگلیسی: 8289 An-Eefje، نامگذاری:1992JQ3) هشت هزار و دویست و هشتاد و نهمین سیارک کشف شده‌است که در ۳ مه ۱۹۹۲ کشف شد.
قدر مطلق سیارک برابر ۱۴٫۱۰ است.